# سن-نابور
سن-نابور (به فرانسوی: Saint-Nabor) یک کمون در فرانسه با جمعیت ۴۷۸ نفر است که در Canton of Rosheim واقع شده‌است.